# Phare de l'île Charity
Le phare de l'île Charity (en anglais : Charity Island Light), est un phare inactif de la rive ouest du lac Huron, situé dans la baie de Saginaw sur l'île Charity du Comté d'Arenac, Michigan.

## Historique
En 1838, la région était la source de bois d'œuvre transporté par les rivières qui pénètrent dans l'extrémité inférieure de la baie de Saginaw. Les hauts-fonds autour de l'île Charity étaient une source majeure de problèmes, posant un obstacle aux navires. Ce n'est qu'en 1856 que des fonds sont alloués pour établir une lumière sur l'île qui a été mise en service en 1857.
La lanterne octogonale en fonte affichait une lumière fixe à lentille de Fresnel du quatrième ordre qui offrait une portée de visibilité de 13 milles marins (environ 24 km). L'United States Lighthouse Board était en train de construire un ensemble de feux sur la côte, et 13 milles marins étaient jugés adéquats à la fois pour éloigner les bateaux de l'île et pour naviguer d'un feu à l'autre.
En 1900, une lentille en acétylène a remplacé la lentille du 4e ordre. La caractéristique d'éclairage est passée d'une lumière blanche fixe à une lumière clignotante, à 10 secondes d'intervalle. La lumière a été entièrement automatisée en 1900.
Le quartier d'origine du gardien du phare était un duplex en bois attaché par une passerelle à la tour. En 1907, la tour a été élevée à 14 m et le logement a gagné un deuxième étage. En 1917, le site a été le premier à recevoir une lampe à acétylène.
La lumière a été abandonnée depuis 1939 lorsque le phare de Gravelly Shoal a été allumé. The Nature Conservancy est maintenant propriétaire de la tour.
Alternativement, une autre source indique que la tour appartient au US Fish & Wildlife Service et est exploitée par la société historique du comté d'Arenac. 

### Statut actuel
Le Charity Island Preservation Committee of the Arenac County Historical Society est en train de restaurer la tour. La maison du gardien d'origine a été rasée, et une nouvelle résidence privée restaurée a été construite à sa place et sur sa fondation.  Elle est exploitée comme un restaurant et un bed and breakfast.
Identifiant : ARLHS : USA-943 .

### Lien connexe
- Liste des phares au Michigan